# Isokoski
Isokoski är en tätort (finska: taajama) i Ylivieska stad (kommun) i landskapet Norra Österbotten i Finland. Vid tätortsavgränsningen den 31 december 2021 hade Isokoski 268 invånare och omfattade en landareal av 1,94 kvadratkilometer.